# Euphorbia fasciculata
Euphorbia fasciculata ist eine Pflanzenart aus der Gattung Wolfsmilch (Euphorbia) in der Familie der Wolfsmilchgewächse (Euphorbiaceae).

## Beschreibung
Die sukkulente Euphorbia fasciculata bildet kleine Sträucher bis 30 Zentimeter Höhe aus. Der einfache Trieb erreicht einen Durchmesser von bis zu 7,5 Zentimeter. Er ist in spiraligen Reihen mit bis zu 1,2 Zentimeter großen konischen Warzen versehen.
Die etwa 7 Millimeter großen Cyathien stehen in drei- bis fünfstrahligen Dolden, welche sich auf langen, starken, gebogenen und verholzten Blütenstandstielen befinden. An diesen an der Pflanze verbleibenden Stielen befinden sich locker angeordnet sehr kleine Tragblätter. Die Nektardrüsen sind elliptisch geformt und der Fruchtknoten ragt an einem gebogenen Stiel heraus. Über die Früchte und Samen ist nichts bekannt.

## Verbreitung und Systematik
Euphorbia fasciculata ist in der südafrikanischen Provinz Westkap verbreitet.
Die Erstbeschreibung der Art erfolgte 1800 durch Carl Peter Thunberg.